# Episodi di Fisica o chimica (prima stagione)
La prima stagione della serie televisiva Fisica o chimica è stata trasmessa in prima visione in Spagna su Antena 3 dal 4 febbraio al 31 marzo 2008. 
In Italia la stagione è andata in onda in prima visione su Rai 4 dal 4 settembre al 23 ottobre 2010, con un episodio a settimana.
| nº | Titolo originale                      | Titolo italiano              | Prima TV Spagna  | Prima TV Italia   |
| -- | ------------------------------------- | ---------------------------- | ---------------- | ----------------- |
| 1  | Cosas que hacer antes de estar muerto | Cose da fare prima di morire | 4 febbraio 2008  | 4 settembre 2010  |
| 2  | Sólo es sexo                          | È solo sesso                 | 11 febbraio 2008 | 11 settembre 2010 |
| 3  | Daños colaterales                     | Danni collaterali            | 18 febbraio 2008 | 18 settembre 2010 |
| 4  | Hace falta valor                      | Il coraggio di farlo         | 25 febbraio 2008 | 25 settembre 2010 |
| 5  | El precio de la verdad                | Rimedi contro l'amore        | 10 marzo 2008    | 2 ottobre 2010    |
| 6  | Egoísmo razonable                     | Egoismo razionale            | 17 marzo 2008    | 9 ottobre 2010    |
| 7  | Secretos y mentiras (1ª parte)        | Resistenza non violenta      | 24 marzo 2008    | 16 ottobre 2010   |
| 8  | Secretos y mentiras (2ª parte)        | Proibizionismo               | 31 marzo 2008    | 23 ottobre 2010   |

## Cose da fare prima di morire
- Titolo originale: Cosas que hacer antes de estar muerto
- Diretto da: Ignacio Mercero
- Scritto da: Carlos Montero

### Trama
La serie inizia con Ruben, un giovane ragazzo, che abbandona per strada un suo amico sotto l'effetto di stupefacenti.
Quattro mesi dopo, Irene, una ragazza di ventisette anni, passa la notte con un ragazzo che dice di averne diciannove, Isaac e al mattino viene a sapere di essere stata assunta come insegnante al liceo Zurbarán.
Anche Blanca, che lavora in un negozio di giocattoli, riceve la stessa notizia. 
Il primo giorno di scuola, Isaac si presenta in classe di Irene, che è la sua nuova insegnante di filosofia e dopo la lezione le confessa di avere soltanto diciassette anni.
Blanca si fa subito notare, cacciando dalla classe tre alunni: Ruth, Gorka e Julio (quest'ultimo è il fratello di Ruben). Comunque, avrà inizialmente dei problemi con la gestione della classe, cosa che la spaventerà. Il nuovo professore di arte è Rocco, il figlio del consulente scolastico Adolfo, a cui ovviamente non va giù l'idea, reputandolo irresponsabile. 
In classe c'è anche uno studente di origine cinese, Jan, che viene deriso da molti dei suoi compagni. Si viene a sapere che il ragazzo abbandonato da Ruben all'inizio, di nome Adrian, è morto.
Questo fatto getta Ruben nello sconforto e lo porta a meditare il suicidio.
Di lì a poco tempo, infatti, il giovane si uccide, gettandosi da un terrazzo. L'evento turberà molto Julio, ma anche Fer, migliore amico di Ruben (Il quale provava dei sentimenti).
Blanca, intanto, è andata a vivere con Irene.
Alla fine della puntata quest'ultima si ribacia appassionatamente con Isaac.
- Ascolti Spagna: telespettatori 3 689 000 – share 20,9%

## È solo sesso
- Titolo originale: Sólo es sexo
- Diretto da: Ignacio Mercero
- Scritto da: Carlos Montero

### Trama
I ragazzi organizzano una festa, che si tiene a casa di Cabano. A Blanca vengono affidate delle lezioni di educazione sessuale, pur essendone spaventata (Infatti non vorrà avere nessun rapporto intimo con Jonathan, il professore di Educazione Fisica, dato che stavano iniziando a frequentarsi)
Quest'ultima scopre che Irene è andata a letto con Isaac e decide di dirle tutto. Irene, per tutta risposta, le dice che "è solo sesso" e che la loro storia è già finita.
Olimpia, la prof di inglese, viene accusata di razzismo, ma ben presto si viene a sapere che non è vero niente. Infatti, fu una trappola ideata da Gorka e Cabano, ai danni della professoressa, intenti a farla licenziare una volta per tutte. Jan verrà coinvolto nella cosa, minacciato dai due allo scopo di far pressione sulla questione della scheda di valutazione razzista. La cosa verrà poi scoperta da Rocco, che pregherà suo padre di non prendere provvedimenti per volere di Jan, anche se alla fine Adolfo interverrà ugualmente.
Voci sempre più consistenti affermano che Fer, un ragazzo dell'istituto, sia omosessuale. Paula intanto prova attrazioni verso Cabano, non ricambiate. Jan, il ragazzo cinese, è innamorato di Paula, finendo poi con l'imbrattare parzialmente un muro della scuola. La scritta verrà mal interpretata da Irene, convinta che sia stato Isaac a scriverla. Jonathan tenterà di dare conforto a Julio, anche con l'aiuto di Fer, pur non essendo loro due mai stati amici.
- Ascolti Spagna: telespettatori 3 542 000 – share 20,3%

## Danni collaterali
- Titolo originale: Daños colaterales
- Diretto da: Javier Quintas
- Scritto da: Carlos Montero

### Trama
Julio diventa sempre più convinto, e vuole scoprire la password per accedere al computer del defunto fratello Ruben, facendosi aiutare da Cova e da Fer. Il rapporto tra Ruth e Gorka sembra filare liscio, e i due si danno appuntamento a casa di Clara, preside dello Zurbaran ma anche ex moglie del papà della ragazza. L'arrivo improvviso della donna in casa sarà problematico, e Gorka è costretto alla fuga. Jan viene continuamente deriso e importunato da Cabano e Gorka, e questa volta daranno fuoco al suo zaino, rovinando ciò che si trovava all'interno, tra i quali alcuni disegni. In quell'istante, Paula viene a contatto con lo strumento che permise a Jan di scrivere quella lettera sul muro. Intanto tra Olimpia e Felix (prof di musica e marito della donna) le cose vanno di male in peggio, e finiscono con il litigare il più delle volte. Jonathan è stufo dei problemi di Blanca legati al sesso, e la invita a rifletterci su. Irene, invece, avrà un falso allarme dovuto ad alcuni problemi legati alle malattie sessualmente trasmessibili. L'evento la convincerà sempre di più a dare le dimissioni dal suo incarico di professoressa, ma Isaac è contrario, e farà di tutto per impedire che ciò accada. Adolfo non ha ancora accettato la presenza del figlio nella scuola, e Clara gli ribaderà più e più volte che Rocco va trattato come un collega.
- Ascolti Spagna: telespettatori 3 336 000 – share 18,8%

## Il coraggio di farlo
- Titolo originale: Hace falta valor
- Diretto da: Alejandro Bazzano
- Scritto da: Carlos Montero e Carlos Ruano  e Fausto Guerreschi

### Trama
Irene organizza una lezione sull'omosessualità, mirata ad aiutare soprattutto Fer, che non si sente bene così com'è (oltretutto viene deriso, soprattutto da Gorka). La donna, intanto, inizia a preoccuparsi di più della relazione tra lei e Isaac, dal momento che quest'ultimo tiene nel suo telefono alcune foto scattate a lei. Julio è ancora preso con la questione della password, intento a scoprire la verità su ciò che accadde realmente la sera in cui suo fratello abbandonò per strada l'amico. Comunque, è disposto pure ad aiutare Fer, accompagnandolo poi alla lezione di Irene sull'omosessualità. Alla fine riuscirà ad accedere al pc del fratello. Intanto Paula inizia a provare qualcosina per Jan, ma è disposta ad ingelosire Cabano, e quindi bacerà il cinese davanti a tutti, facendolo ingelosire. Ruth inizia ad avere problemi scolastici riguardanti i suoi voti, facendo preoccupare il padre. La ragazza e Gorka in seguito faranno un incidente, uscendone illesi: Lo stesso destino, però, non viene riservato per i genitori di Ruth, che nello stesso momento faranno anche loro un incidente, rimanendone vittime e lanciando nello sconforto più totale la ragazza. Felix si accorge che tra Rocco e Olimpia potrebbe esserci qualcosa, mentre Jonathan è costretto a lasciare l'istituto e la città a causa di una telefonata ricevuta dal padre. Il giovane insegnante di educazione fisica non avrà il tempo per spiegare la situazione a Blanca, che rimarrà da sola. 
- Ascolti Spagna: telespettatori 2 501 000 – share 11,9%

## Rimedi contro l'amore
- Titolo originale: El precio de la verdad
- Diretto da: Carlos Navarro Ballesteros
- Scritto da: Félix Jimènez e Carlos Montero

### Trama
Isaac inizia ad uscire con Yoli, compagna di classe, mirando soprattutto ad ingelosire Irene. La donna, comunque, si confida con l'amica Blanca, e ammette di provare qualcosa per il giovane studente. La soluzione sarebbe quella di richiamare i vecchi amanti di Irene, optando inizialmente per un certo Mario, accendendo una vecchia fiamma tra i due persa in passato. Blanca scoprirà intanto della partenza di Jonathan per il Messico. Il suo posto verrà preso per un po' di tempo da Felix, che inizia sempre di più a sospettare di una relazione tra Olimpia e Rocco, che finiranno col lasciarsi trasportare dalla passione, nonostante gli avvertimenti del marito della prof. di Inglese. Julio scopre nuove cose riguardo a suo fratello, soprattutto del coinvolgimento di Gorka nella faccenda: Il teppista, inizialmente minacciato, è disposto a rivelare tutto a Julio, ma quest'ultimo fuggirà all'ultimo momento, non essendo ancora pronto. Cabano si allea con Gorka per far sì che il padre di Jan scopri la relazione tra il figlio e Paula, e una volta scoperto, proibisce al figlio di incontrarsi con la ragazza fuori dalla scuola. Intanto Ruth è ancora sconvolta e distrutta per la morte dei suoi genitori, ed essendo ancora minorenne, Clara si offre di farle da tutrice legale; dopo degli iniziali rifiuti da parte della giovane, accetterà le insistenze della preside. 
- Ascolti Spagna: telespettatori 2 970 000 – share 17,8%

## Egoismo razionale
- Titolo originale: Egoísmo razonable
- Diretto da: Javier Quintas
- Scritto da: Jaime Vaca

### Trama
Isaac e Irene continuano a suscitare gelosia a vicenda, il primo che esce con Yoli, mentre la seconda con Mario. Intanto Blanca è ancora preoccupata per il suo problema sessuale, e decide di rivolgersi ad uno psicologo, che le rivela di avere un disturbo psicologico che le impedisce di avere rapporti sessuali; La donna così inizia la terapia. Clara è sempre più perplessa riguardo alla storia tra Ruth e Gorka, e cerca di avvisare più e più volte la ragazza di quello che sta facendo, anche se la ragazza sembra ignorare i consigli della tutrice. Cova è preoccupata per Julio, dandogli conforto. Fer inizia a provare qualcosa per Julio, ma è consapevole della storia che si sta iniziando a formare tra quest'ultimo e l'amica Cova, e per questo non ha il coraggio di rivelare i suoi sentimenti. Il rapporto tra Jan e Paula diventa sempre più complesso, e il padre di Jan è disposto a rispedirlo in Cina pur di far finire una volta per tutte la storia. Nel mentre, la storia tra Olimpia e Felix ha quasi raggiunto l'apice della fine, e Adolfo sospetta che ci sia sotto lo zampino del figlio, Rocco. Oltretutto, Olimpia scopre di essere incinta, e non si sa da chi.
- Ascolti Spagna: telespettatori 2 687 000 – share 16,9%

## Resistenza non violenta
- Titolo originale: Secretos y mentiras (1ª Parte)
- Diretto da: Ignacio Mercero
- Scritto da: Jaime Vaca e Juj

### Trama
Nonostante tutto, Isaac e Irene continuano a frequentarsi, e la cosa verrà scoperta da Mario tramite una foto in cui i due amanti si baciano. Ne parlerà poi con Blanca, che gli confesserà di saperlo già da un po' di tempo. Intanto Isaac e Irene progettano un appuntamento, ma lo studente darà buca alla donna per vedersi con Yoli. Clara continua con la sua battaglia, rivelando a Ruth di aver visto Gorka baciarsi con un'altra studente. La ragazza deciderà di dimostrare una volta per tutte al giovane che fa sul serio, spogliandosi davanti a lui, in mezzo alla strada di sera. Il padre di Jan intanto diventa sempre più insistente riguardo alla storia di rimandare il figlio in Cina; Cova, in tutta risposta, organizza una protesta insieme ai compagni, attirando l'attenzione della televisione. Fer è deciso nel voler raccontare ai suoi genitori di essere gay, e si fa aiutare da Julio. I genitori di Fer prenderanno la situazione bene, confessando di saperlo già da un po' di tempo. La stessa sera Julio viene invitato a rimanere a dormire, e anche se imbarazzato, accetta. Fer rimarrà comunque deluso, non avendo speranze con lui. Cabano intanto vuole fare colpo su Paula, prendendo di nascosto l'auto dei suoi. Blanca e Irene, però, vengono a sapere da Cabano stesso che riceve maltrattamenti fisici da parte del padre. La storia tra Olimpia e Rocco procede in segreto, anche se sia Felix che Adolfo conoscono la verità.
- Ascolti Spagna: telespettatori 3 244 000 – share 18,7%

## Proibizionismo
- Titolo originale: Secretos y mentiras (2ª Parte)
- Diretto da: Alejandro Bazzano
- Scritto da: Carlos Montero e Carlos Ruano

### Trama
I professori organizzano un party senza alcolici all'interno del liceo, indirizzato a salvaguardare la salute degli studenti. Irene è ancora arrabbiata con Isaac a causa della buca che gli ha dato, ma nonostante ciò continueranno a frequentarsi: Sarà durante il party che verranno beccati da Yoli, furiosa e con l'intenzione di rivelare il tutto al preside. Clara è convinta parzialmente di Gorka, ma gli concede ugualmente di vivere insieme a Ruth, a patto che non usi sostanze stupefacenti. Il padre di Jan, alla fine, deciderà di far rimanere il figlio a Madrid, grazie all'intervento di Rocco e di Adolfo, che mostrano all'uomo le grandi doti artistiche del figlio, e di un possibile lavoro grafico che potrebbe intraprendere. Paula, convinta ancora che Jan lascerà Madrid, inizia sempre di più ad avvicinarsi a Cabano. Quest'ultimo inizierà a diventare sempre più aggressivo, dovuto ai continui maltrattamenti del padre, che oltretutto lo caccia via di casa per la storia della macchina. Blanca tenterà di risolvere la situazione convocando il padre di Cèsar, ma la cosa non va a buon fine: Oltretutto, è ancora triste per la storia di Jonathan, che non ha potuto raggiungerla alla festa. Comunque, si consolerà con Mario, con cui avrà il suo primo orgasmo. Olimpia è confusa, e non sa cosa fare con il bambino in grembo: Deciderà alla fine di tenerlo, non rivelando comunque chi sia il padre, tra Rocco e Felix. Tutte le incomprensioni tra Julio, Fer e Cova vengono risolte, e alla fine il trio decide di recarsi a casa di Julio, reputando la festa noiosa. Verranno raggiunti poi dagli altri, e in quel momento Gorka offre alla fidanzata Ruth di sniffare insieme a lui della droga. La ragazza rifiuta inizialmente, ma poi accetta, causandogli un coma per overdose.
- Ascolti Spagna: telespettatori 3 492 000 – share 20,2%